# テクノドン・ライヴ
『テクノドン・ライヴ』(TECHNODON LIVE) は、イエロー・マジック・オーケストラ（YMO）が1993年6月10日と11日に東京ドームで開催した公演の模様を収めたライブ・アルバム。1993年8月25日に、東芝EMI／EASTWORLDよりリリースされた。

## 背景
1993年6月10日と11日に東京ドームで行われたライヴの模様が収録されている。ライヴではアルバム『テクノドン』に収録されている楽曲が全て披露したが、CD化にあたり「NOSTALGIA」「SILENCE OF TIME」「O.K.」「ポケットが虹でいっぱい」の4曲はカットされている。ミキシングはGOH HOTODAが担当した。
実際のライヴでは、演奏に合わせてステージ上の巨大スクリーンに映像作家である原田大三郎によるコンピュータグラフィックスが映し出された。

## 批評
| 専門評論家によるレビュー | 専門評論家によるレビュー |
| レビュー・スコア         | レビュー・スコア         |
| 出典                     | 評価                     |
| ------------------------ | ------------------------ |
| CDジャーナル             | 否定的                   |

- 音楽情報サイト『CDジャーナル』では、サウンドに関して「かつてのテクノ・サウンドの意義を認めるのに吝かではないものの、今こういう音を改めて聴かされてもねえ」と評価し、ライヴの模様に関しては「クールと言われりゃそれまでだが、全編熱のない事夥しく、観客がどうして盛り上がるのかはまったくもって理解不能」と否定的に評価している[1]。

## 収録曲
| 全編曲: YMO。 |                           |                      |                                                  |       |
| #             | タイトル                  | 作詞                 | 作曲                                             | 時間  |
| 1.            | 「BE A SUPERMAN」         | 坂本龍一、高橋幸宏   | 坂本龍一、高橋幸宏                               | 5:42  |
| 2.            | 「NANGA DEF?」            | 坂本龍一             | YMO                                              | 5:15  |
| 3.            | 「FLOATING AWAY」         | ウィリアム・ギブスン | 高橋幸宏、細野晴臣                               | 6:48  |
| 4.            | 「DOLPHINICITY」          |                      | 細野晴臣                                         | 5:14  |
| 5.            | 「I TRE MERLI」           |                      | YMO                                              | 6:15  |
| 6.            | 「HI-TECH HIPPIES」       | YMO                  | YMO                                              | 4:35  |
| 7.            | 「CASTALIA」              |                      | 坂本龍一                                         | 5:29  |
| 8.            | 「BEHIND THE MASK」       | クリス・モズデル     | 坂本龍一                                         | 5:39  |
| 9.            | 「中国女」                | クリス・モズデル     | 高橋幸宏                                         | 4:58  |
| 10.           | 「WATERFORD」             |                      | 坂本龍一、高橋幸宏                               | 5:43  |
| 11.           | 「CHANCE〜RYDEEN ENDING」 |                      | - 坂本龍一（CHANCE） - 高橋幸宏（RYDEEN ENDING） | 5:31  |
| 12.           | 「東風」                  |                      | 坂本龍一                                         | 5:21  |
| 13.           | 「FIRECRACKER」           |                      | マーティン・デニー                               | 3:36  |
| 合計時間:     | 合計時間:                 | 合計時間:            | 合計時間:                                        | 70:06 |

## 曲解説
1. BE A SUPERMAN
アルバム『テクノドン』より。
本作と同時にスタジオ録音盤がシングルカットされた[2]。
2. NANGA DEF?
アルバム『テクノドン』より。
3. FLOATING AWAY
アルバム『テクノドン』より。
4. DOLPHINICITY
アルバム『テクノドン』より。
5. I TRE MERLI
アルバム『テクノドン』より。
6. HI-TECH HIPPIES
アルバム『テクノドン』より。
7. CASTALIA
アルバム『ソリッド・ステイト・サヴァイヴァー』より。
8. BEHIND THE MASK
アルバム『ソリッド・ステイト・サヴァイヴァー』より。
9. 中国女
アルバム『イエロー・マジック・オーケストラ』より。
坂本が途中アドリブで「コズミック・サーフィン」のフレーズを演奏している。
10. WATERFORD
アルバム『テクノドン』より。
11. CHANCE〜RYDEEN ENDING
「CHANCE」はアルバム『テクノドン』、「RYDEEN」はアルバム『ソリッド・ステイト・サヴァイヴァー』より。
12. 東風
アルバム『イエロー・マジック・オーケストラ』より。
13. FIRECRACKER
アルバム『イエロー・マジック・オーケストラ』より。

## 参加ミュージシャン
- YMO
  - 細野晴臣
  - 坂本龍一
  - 高橋幸宏
- GOH HOTODA - スペシャル・オーディオ・エフェクト

## リリース履歴
| No. | 日付          | 国名 | レーベル           | 規格 | 規格品番  | 最高順位 | 備考                                   |
| --- | ------------- | ---- | ------------------ | ---- | --------- | -------- | -------------------------------------- |
| 1   | 1993年8月25日 | 日本 | 東芝EMI／EASTWORLD | CD   | TOCT-8090 | 12位     | 初回生産のみスペシャルパッケージ仕様。 |